# Sauts féminins de ski acrobatique aux Jeux olympiques de 2022
Navigation
Pyeongchang 2018 Milan-Cortina 2026
L'épreuve féminine de saut acrobatique aux Jeux olympiques d'hiver de 2022 a lieu le 14 février 2022 au Genting Secret Garden de Zhangjiakou. C'est la huitième apparition de cette épreuve aux Jeux olympiques d'hiver.
Xu Mengtao, la favorite de cette discipline, remporte la compétition devant la tenante du titre, Hanna Huskova. Megan Nick complète le podium. Zhang Xin, médaillée d'argent en 2018, n'est pas parvenue à se qualifier pour ces jeux. Kong Fanyu, médaillée de bronze en 2018, termine à la 6e place.

## Qualification
Pour être admis aux Jeux olympiques, un athlète doit remplir trois conditions en plus des critères d'âge et médicaux :
- Comptabiliser 80 points au classement FIS de la discipline au 17 janvier 2022,
- Être classé dans le top 30 d'une épreuve comptant pour la Coupe du monde ou aux Championnats du monde,
- Un maximum de quatre athlètes de même nationalité est admis.

un total de 25 athlètes remplissent ces conditions.

## Calendrier
| Date            | Manche           | Horaire | Horaire |
| --------------- | ---------------- | ------- | ------- |
| 14 février 2022 | Qualifications 1 | 15h00   |         |
| 14 février 2022 | Qualifications 2 | 15h45   |         |
| 14 février 2022 | Finale 1         | 19h30   |         |
| 14 février 2022 | Finale 2         | 20h00   |         |

## Médaillées
| Or                 | Argent                      | Bronze                  |
| Xu Mengtao (Chine) | Hanna Huskova (Biélorussie) | Megan Nick (États-Unis) |

## Résultats

### Qualifications 1
Lors de cette première manche, les concurrentes s'élance pour un saut. Elles doivent annoncer à l'avance quel type de saut elles souhaitent exécuter et sont notés selon trois critères : décollage, dans les airs et atterrissage. Ces notes sont ensuite additionnées puis multipliées par le coefficient de difficulté du saut pour obtenir la note final du saut. les 6 premières athlètes obtiennent une qualification pour la première finale, les autres vont disputer la deuxième manche de qualification.
| Rang | Dossard | Athlète                | Nationalité | Figure choisie        | Coefficient de difficulté | Décollage | Air  | Atterrissage | Total  | Note         |   |    |            |           |                     |       |     |      |     |        |   |
| ---- | ------- | ---------------------- | ----------- | --------------------- | ------------------------- | --------- | ---- | ------------ | ------ | ------------ | - | -- | ---------- | --------- | ------------------- | ----- | --- | ---- | --- | ------ | - |
| Rang | Dossard | Athlète                | Nationalité | Figure choisie        | Coefficient de difficulté | Décollage | Air  | Atterrissage | Total  | Note         | 1 | 17 | Laura Peel | Australie | Back/Full-Tuck-Full | 3,975 | 5,2 | 12,8 | 8,3 | 104,54 | Q |
| 2    | 25      | Ashley Caldwell        | États-Unis  | Back/Full-Full-Full   | 4,293                     | 5,0       | 12,4 | 6,2          | 101,31 | Q            |   |    |            |           |                     |       |     |      |     |        |   |
| 3    | 2       | Xu Mengtao             | Chine       | Back/Lay-Full-Full    | 4,028                     | 5,2       | 11,8 | 8,1          | 101,10 | Q            |   |    |            |           |                     |       |     |      |     |        |   |
| 4    | 14      | Danielle Scott         | Australie   | Back/Double Full-Full | 3,525                     | 5,3       | 13,7 | 8,3          | 96,23  | Q            |   |    |            |           |                     |       |     |      |     |        |   |
| 5    | 12      | Marion Thénault        | Canada      | Back/Double Full-Full | 3,525                     | 5,1       | 13,3 | 8,0          | 93,06  | Q            |   |    |            |           |                     |       |     |      |     |        |   |
| 6    | 11      | Hanna Huskova          | Biélorussie | Back/Lay-Tuck-Full    | 3,710                     | 4,9       | 12,0 | 7,9          | 92,00  | Q            |   |    |            |           |                     |       |     |      |     |        |   |
| 7    | 15      | Megan Nick             | États-Unis  | Back/Full-Double Full | 3,525                     | 5,1       | 12,8 | 7,4          | 89,18  |              |   |    |            |           |                     |       |     |      |     |        |   |
| 8    | 23      | Kaila Kuhn             | États-Unis  | Back/Double Full-Full | 3,525                     | 4,9       | 11,7 | 7,3          | 84,24  |              |   |    |            |           |                     |       |     |      |     |        |   |
| 9    | 8       | Kong Fanyu             | Chine       | Back/Lay-Full-Full    | 4,028                     | 5,2       | 13,2 | 2,4          | 83,78  |              |   |    |            |           |                     |       |     |      |     |        |   |
| 10   | 6       | Eseniia Pantiukhova    | ROC         | Back/Full-Full        | 3,150                     | 5,1       | 13,2 | 8,0          | 82,84  |              |   |    |            |           |                     |       |     |      |     |        |   |
| 11   | 24      | Anastasiya Andryianava | Biélorussie | Back/Full-Full        | 3,150                     | 5,0       | 12,5 | 8,1          | 81,58  |              |   |    |            |           |                     |       |     |      |     |        |   |
| 12   | 16      | Zhanbota Aldabergenova | Kazakhstan  | Back/Lay-Full-Full    | 4,028                     | 5,1       | 12,4 | 2,5          | 80,56  |              |   |    |            |           |                     |       |     |      |     |        |   |
| 13   | 19      | Winter Vinecki         | États-Unis  | Back/Double Full-Full | 3,525                     | 4,8       | 11,4 | 6,2          | 78,96  |              |   |    |            |           |                     |       |     |      |     |        |   |
| 14   | 22      | Anastasiia Prytkova    | ROC         | Back/Full-Full        | 3,150                     | 5,1       | 12,7 | 7,1          | 78,43  |              |   |    |            |           |                     |       |     |      |     |        |   |
| 15   | 10      | Shao Qi                | Chine       | Back/Full-Full        | 3,150                     | 5,1       | 13,3 | 6,2          | 77,49  |              |   |    |            |           |                     |       |     |      |     |        |   |
| 16   | 7       | Naomy Boudreau-Guertin | Canada      | Back/Lay-Full         | 2,900                     | 5,3       | 13,4 | 8,0          | 77,43  |              |   |    |            |           |                     |       |     |      |     |        |   |
| 17   | 20      | Gabi Ash               | Australie   | Back/Full-Full        | 3,150                     | 5,1       | 12,8 | 6,6          | 77,17  |              |   |    |            |           |                     |       |     |      |     |        |   |
| 18   | 9       | Flavie Aumond          | Canada      | Back/Full-Full        | 3,150                     | 4,9       | 11,8 | 7,7          | 76,86  |              |   |    |            |           |                     |       |     |      |     |        |   |
| 19   | 13      | Akmarzhan Kalmurzayeva | Kazakhstan  | Back/Lay-Tuck-Full    | 3,710                     | 5,1       | 10,7 | 3,3          | 70,86  |              |   |    |            |           |                     |       |     |      |     |        |   |
| 20   | 5       | Olga Polyuk            | Ukraine     | Back/Full-Tuck-Full   | 3,975                     | 4,6       | 9,4  | 3,3          | 68,76  |              |   |    |            |           |                     |       |     |      |     |        |   |
| 21   | 4       | Alexandra Bär          | Suisse      | Back/Full-Full        | 3,150                     | 4,6       | 10,1 | 6,8          | 67,72  |              |   |    |            |           |                     |       |     |      |     |        |   |
| 22   | 18      | Emma Weiss             | Allemagne   | Back/Full-Full        | 3,150                     | 4,8       | 12,0 | 4,0          | 65,52  |              |   |    |            |           |                     |       |     |      |     |        |   |
| 23   | 1       | Liubov Nikitina        | ROC         | Back/Full-Double Full | 3,525                     | 4,9       | 12,4 | 0,8          | 63,80  |              |   |    |            |           |                     |       |     |      |     |        |   |
| 24   | 3       | Anna Derugo            | Biélorussie | Back/Full-Full        | 3,150                     | 5,0       | 12,3 | 1,3          | 58,59  |              |   |    |            |           |                     |       |     |      |     |        |   |
|      | 21      | Anastasiya Novosad     | Ukraine     |                       |                           |           |      |              |        | Non partante |   |    |            |           |                     |       |     |      |     |        |   |

### Qualifications 2
Lors de cette seconde manche, les concurrentes s'élancent pour un second saut. seul le meilleur des deux sauts de qualification est retenu pour la note finale. les 6 premières athlètes obtiennent une qualification pour la première finale.
| Rang | Dossard | Athlète                | Nationalité | Figure choisie        | Coefficient de difficulté | Décollage | Air  | Atterrissage | Total        | Score Final | Note         |   |    |                        |            |                    |       |     |      |     |       |       |   |
| ---- | ------- | ---------------------- | ----------- | --------------------- | ------------------------- | --------- | ---- | ------------ | ------------ | ----------- | ------------ | - | -- | ---------------------- | ---------- | ------------------ | ----- | --- | ---- | --- | ----- | ----- | - |
| Rang | Dossard | Athlète                | Nationalité | Figure choisie        | Coefficient de difficulté | Décollage | Air  | Atterrissage | Total        | Score Final | Note         | 1 | 10 | Akmarzhan Kalmurzayeva | Kazakhstan | Back/Lay-Full-Full | 4,028 | 5,1 | 12,9 | 6,5 | 98,68 | 98,68 | Q |
| 2    | 11      | Megan Nick             | États-Unis  | Back/Double Full-Full | 3,525                     | 4,6       | 12,6 | 7,1          | 85,65        | 89,18       | Q            |   |    |                        |            |                    |       |     |      |     |       |       |   |
| 3    | 18      | Kaila Kuhn             | États-Unis  | Back/Full-Full        | 3,150                     | 5,3       | 13,8 | 8,4          | 86,62        | 86,62       | Q            |   |    |                        |            |                    |       |     |      |     |       |       |   |
| 4    | 7       | Kong Fanyu             | Chine       | Back/Lay-Tuck-Full    | 3,710                     | 5,1       | 10,7 | 6,3          | 81,99        | 83,78       | Q            |   |    |                        |            |                    |       |     |      |     |       |       |   |
| 5    | 5       | Eseniia Pantiukhova    | ROC         | Back/Lay-Full         | 2,900                     | 5,1       | 13,4 | 8,2          | 77,43        | 82,84       | Q            |   |    |                        |            |                    |       |     |      |     |       |       |   |
| 6    | 19      | Anastasiya Andryianava | Biélorussie |                       |                           |           |      |              | Non partante | 81,58       | Q            |   |    |                        |            |                    |       |     |      |     |       |       |   |
| 7    | 12      | Zhanbota Aldabergenova | Kazakhstan  | Back/Lay-Tuck-Full    | 3,710                     | 3,9       | 9,1  | 5,4          | 68,26        | 80,56       |              |   |    |                        |            |                    |       |     |      |     |       |       |   |
| 8    | 15      | Gabi Ash               | Australie   | Back/Lay-Full         | 2,900                     | 5,1       | 12,8 | 6,6          | 80,04        | 80,04       |              |   |    |                        |            |                    |       |     |      |     |       |       |   |
| 9    | 14      | Winter Vinecki         | États-Unis  | Back/Full-Full        | 3,150                     | 4,8       | 11,9 | 5,6          | 70,56        | 78,96       |              |   |    |                        |            |                    |       |     |      |     |       |       |   |
| 10   | 17      | Anastasiia Prytkova    | ROC         | Back/Lay-Full         | 2,900                     | 5,2       | 13,4 | 8,1          | 77,43        | 78,43       |              |   |    |                        |            |                    |       |     |      |     |       |       |   |
| 11   | 9       | Shao Qi                | Chine       | Back/Lay-Tuck-Full    | 3,710                     | 4,3       | 8,4  | 2,1          | 54,90        | 77,49       |              |   |    |                        |            |                    |       |     |      |     |       |       |   |
| 12   | 6       | Naomy Boudreau-Guertin | Canada      | Back/Lay-Lay          | 2,650                     | 5,2       | 13,4 | 6,7          | 67,04        | 77,43       |              |   |    |                        |            |                    |       |     |      |     |       |       |   |
| 13   | 8       | Flavie Aumond          | Canada      | Back/Lay-Full         | 2,900                     | 5,2       | 13,5 | 6,8          | 73,95        | 76,86       |              |   |    |                        |            |                    |       |     |      |     |       |       |   |
| 14   | 13      | Emma Weiss             | Allemagne   | Back/Lay-Full         | 2,900                     | 4,9       | 13,2 | 8,1          | 75,98        | 75,98       |              |   |    |                        |            |                    |       |     |      |     |       |       |   |
| 15   | 1       | Liubov Nikitina        | ROC         | Back/Full-Full        | 3,150                     | 4,6       | 12,1 | 5,3          | 69,30        | 69,30       |              |   |    |                        |            |                    |       |     |      |     |       |       |   |
| 16   | 4       | Olga Polyuk            | Ukraine     | Back/Full-Tuck-Tuck   | 3,657                     | 3,7       | 9,5  | 2,3          | 56,68        | 68,76       |              |   |    |                        |            |                    |       |     |      |     |       |       |   |
| 17   | 3       | Alexandra Bär          | Suisse      | Back/Lay-Full         | 2,900                     | 4,7       | 12,0 | 2,7          | 56,26        | 67,72       |              |   |    |                        |            |                    |       |     |      |     |       |       |   |
| 18   | 2       | Anna Derugo            | Biélorussie | Back/Lay-Full         | 2,900                     | 4,5       | 12,3 | 1,7          | 53,65        | 58,59       |              |   |    |                        |            |                    |       |     |      |     |       |       |   |
|      | 16      | Anastasiya Novosad     | Ukraine     |                       |                           |           |      |              |              |             | Non partante |   |    |                        |            |                    |       |     |      |     |       |       |   |

### Finale 1
Les concurrentes s'élance pour deux sauts et le meilleur des deux est retenu pour la note définitive. les 6 premières athlètes obtiennent une qualification pour la seconde finale.
| Dossard | Athlète                | Nationalité | Figure choisie        | Coefficient de difficulté | Décollage | Air  | Atterrissage | Total  |   |                        |             |                |       |     |      |     |       |
| ------- | ---------------------- | ----------- | --------------------- | ------------------------- | --------- | ---- | ------------ | ------ | - | ---------------------- | ----------- | -------------- | ----- | --- | ---- | --- | ----- |
| Dossard | Athlète                | Nationalité | Figure choisie        | Coefficient de difficulté | Décollage | Air  | Atterrissage | Total  | 1 | Anastasiya Andryianava | Biélorussie | Back/Full-Full | 3,150 | 4,9 | 11,7 | 2,2 | 59,22 |
| 2       | Eseniia Pantiukhova    | ROC         | Back/Full-Full        | 3,150                     | 4,9       | 12,7 | 7,4          | 78,75  |   |                        |             |                |       |     |      |     |       |
| 3       | Kong Fanyu             | Chine       | Back/Lay-Full-Full    | 4,028                     | 5,5       | 13,6 | 6,4          | 102,71 |   |                        |             |                |       |     |      |     |       |
| 4       | Kaila Kuhn             | États-Unis  | Back/Double Full-Full | 3,525                     | 4,7       | 11,9 | 5,1          | 76,49  |   |                        |             |                |       |     |      |     |       |
| 5       | Megan Nick             | États-Unis  | Back/Double Full-Full | 3,525                     | 5,1       | 13,6 | 8,3          | 95,17  |   |                        |             |                |       |     |      |     |       |
| 6       | Akmarzhan Kalmurzayeva | Kazakhstan  | Back/Lay-Full-Full    | 4,028                     | 4,1       | 8,6  | 0,3          | 52,36  |   |                        |             |                |       |     |      |     |       |
| 7       | Hanna Huskova          | Biélorussie | Back/Lay-Tuck-Full    | 3,710                     | 4,8       | 11,5 | 7,8          | 89,41  |   |                        |             |                |       |     |      |     |       |
| 8       | Marion Thénault        | Canada      | Back/Full Double-Full | 3,525                     | 5,1       | 12,8 | 1,1          | 66,97  |   |                        |             |                |       |     |      |     |       |
| 9       | Danielle Scott         | Australie   | Back/Lay-Tuck-Full    | 3,710                     | 4,9       | 11,8 | 2,5          | 71,23  |   |                        |             |                |       |     |      |     |       |
| 10      | Xu Mengtao             | Chine       | Back/Full-Full-Full   | 4,293                     | 5,1       | 11,8 | 7,3          | 103,89 |   |                        |             |                |       |     |      |     |       |
| 11      | Ashley Caldwell        | États-Unis  | Back/Lay-Full-Full    | 4,028                     | 5,2       | 12,9 | 7,7          | 103,92 |   |                        |             |                |       |     |      |     |       |
| 12      | Laura Peel             | Australie   | Back/Full-Tuck-Full   | 3,975                     | 4,8       | 11,6 | 1,0          | 69,16  |   |                        |             |                |       |     |      |     |       |

| Dossard | Athlète                | Nationalité | Figure choisie        | Coefficient de difficulté | Décollage | Air  | Atterrissage | Total        |   |                        |             |                     |       |     |      |     |       |
| ------- | ---------------------- | ----------- | --------------------- | ------------------------- | --------- | ---- | ------------ | ------------ | - | ---------------------- | ----------- | ------------------- | ----- | --- | ---- | --- | ----- |
| Dossard | Athlète                | Nationalité | Figure choisie        | Coefficient de difficulté | Décollage | Air  | Atterrissage | Total        | 1 | Anastasiya Andryianava | Biélorussie | Back/Full-Full-Tuck | 2,850 | 4,7 | 12,0 | 7,9 | 70,11 |
| 2       | Eseniia Pantiukhova    | ROC         | Back/Lay Full         | 2,900                     | 4,8       | 12,7 | 2,6          | 58,29        |   |                        |             |                     |       |     |      |     |       |
| 3       | Kong Fanyu             | Chine       | Back/Full-Full-Full   | 4,293                     | 4,6       | 9,4  | 0,5          | 62,24        |   |                        |             |                     |       |     |      |     |       |
| 4       | Kaila Kuhn             | États-Unis  | Back/Full-Full        | 3,150                     | 5,5       | 13,8 | 7,9          | 85,68        |   |                        |             |                     |       |     |      |     |       |
| 5       | Megan Nick             | États-Unis  | Back/Double Full-Full | 3,525                     | 4,8       | 12,8 | 8,0          | 90,24        |   |                        |             |                     |       |     |      |     |       |
| 6       | Akmarzhan Kalmurzayeva | Kazakhstan  | Back/Lay-Tuck-Full    | 3,710                     | 5,1       | 8,5  | 5,6          | 71,23        |   |                        |             |                     |       |     |      |     |       |
| 7       | Hanna Huskova          | Biélorussie | Back/Lay-Tuck-Full    | 3,710                     | 4,8       | 12,0 | 8,0          | 92,00        |   |                        |             |                     |       |     |      |     |       |
| 8       | Marion Thénault        | Canada      | Back/Double Full-Full | 3,525                     | 5,1       | 12,9 | 7,9          | 91,29        |   |                        |             |                     |       |     |      |     |       |
| 9       | Danielle Scott         | Australie   | Back/Full-Tuck-Full   | 3,975                     | 4,8       | 9,4  | 2,1          | 64,79        |   |                        |             |                     |       |     |      |     |       |
| 10      | Xu Mengtao             | Chine       |                       |                           |           |      |              | Non partante |   |                        |             |                     |       |     |      |     |       |
| 11      | Ashley Caldwell        | États-Unis  | Back/Full-Full-Full   | 4,293                     | 5,1       | 12,4 | 7,1          | 105,60       |   |                        |             |                     |       |     |      |     |       |
| 12      | Laura Peel             | Australie   | Back/Full-Full-Full   | 4,293                     | 5,2       | 13,2 | 4,9          | 100,02       |   |                        |             |                     |       |     |      |     |       |

| Rang | Dossard | Athlète                | Nationalité | Saut 1 | Saut 2       | Score définitif | Note |   |    |                 |            |        |        |        |   |
| ---- | ------- | ---------------------- | ----------- | ------ | ------------ | --------------- | ---- | - | -- | --------------- | ---------- | ------ | ------ | ------ | - |
| Rang | Dossard | Athlète                | Nationalité | Saut 1 | Saut 2       | Score définitif | Note | 1 | 11 | Ashley Caldwell | États-Unis | 103,92 | 105,60 | 105,60 | Q |
| 2    | 10      | Xu Mengtao             | Chine       | 103,89 | Non partante | 103,89          | Q    |   |    |                 |            |        |        |        |   |
| 3    | 3       | Kong Fanyu             | Chine       | 102,71 | 62,24        | 102,71          | Q    |   |    |                 |            |        |        |        |   |
| 4    | 12      | Laura Peel             | Australie   | 69,16  | 100,02       | 100,02          | Q    |   |    |                 |            |        |        |        |   |
| 5    | 5       | Megan Nick             | États-Unis  | 95,17  | 90,24        | 95,17           | Q    |   |    |                 |            |        |        |        |   |
| 6    | 7       | Hanna Huskova          | Biélorussie | 89,41  | 92,00        | 92,00           | Q    |   |    |                 |            |        |        |        |   |
| 7    | 8       | Marion Thénault        | Canada      | 66,97  | 91,29        | 91,29           |      |   |    |                 |            |        |        |        |   |
| 8    | 4       | Kaila Kuhn             | États-Unis  | 76,49  | 85,68        | 85,68           |      |   |    |                 |            |        |        |        |   |
| 9    | 2       | Eseniia Pantiukhova    | ROC         | 78,75  | 58,29        | 78,75           |      |   |    |                 |            |        |        |        |   |
| 10   | 9       | Danielle Scott         | Australie   | 71,23  | 64,79        | 71,23           |      |   |    |                 |            |        |        |        |   |
| 11   | 6       | Akmarzhan Kalmurzayeva | Kazakhstan  | 52,36  | 71,23        | 71,23           |      |   |    |                 |            |        |        |        |   |
| 12   | 1       | Anastasiya Andryianava | Biélorussie | 59,22  | 70,11        | 70,11           |      |   |    |                 |            |        |        |        |   |

### Finale 2
Les concurrentes s'élancent pour un dernier saut qui définit le classement de la 6e place au vainqueur.
| Rang                                | Dossard | Athlète         | Nationalité | Figure choisie        | Coefficient de difficulté | Décollage | Air  | Atterrissage | Total  |                                |   |            |       |                     |       |     |      |     |        |
| ----------------------------------- | ------- | --------------- | ----------- | --------------------- | ------------------------- | --------- | ---- | ------------ | ------ | ------------------------------ | - | ---------- | ----- | ------------------- | ----- | --- | ---- | --- | ------ |
| Rang                                | Dossard | Athlète         | Nationalité | Figure choisie        | Coefficient de difficulté | Décollage | Air  | Atterrissage | Total  | Médaille d'or, Jeux olympiques | 5 | Xu Mengtao | Chine | Back/Full-Full-Full | 4,293 | 5,2 | 12,3 | 7,8 | 108,61 |
| Médaille d'argent, Jeux olympiques  | 1       | Hanna Huskova   | Biélorussie | Back/Lay Full-Full    | 4,028                     | 5,3       | 13,4 | 8,1          | 107,95 |                                |   |            |       |                     |       |     |      |     |        |
| Médaille de bronze, Jeux olympiques | 2       | Megan Nick      | États-Unis  | Back/Full Double-Full | 3,525                     | 5,2       | 13,3 | 8,1          | 93,76  |                                |   |            |       |                     |       |     |      |     |        |
| 4                                   | 6       | Ashley Caldwell | États-Unis  | Back/Full-Full-Full   | 4,293                     | 4,9       | 12,4 | 2,2          | 83,71  |                                |   |            |       |                     |       |     |      |     |        |
| 5                                   | 3       | Laura Peel      | Australie   | Back/Full-Full-Full   | 4,293                     | 5,0       | 12,7 | 0,6          | 78,56  |                                |   |            |       |                     |       |     |      |     |        |
| 6                                   | 4       | Kong Fanyu      | Chine       | Back/Full-Full-Full   | 4,293                     | 4,1       | 9,5  | 0,3          | 59,67  |                                |   |            |       |                     |       |     |      |     |        |